# Artemi-Werkolski-Kloster

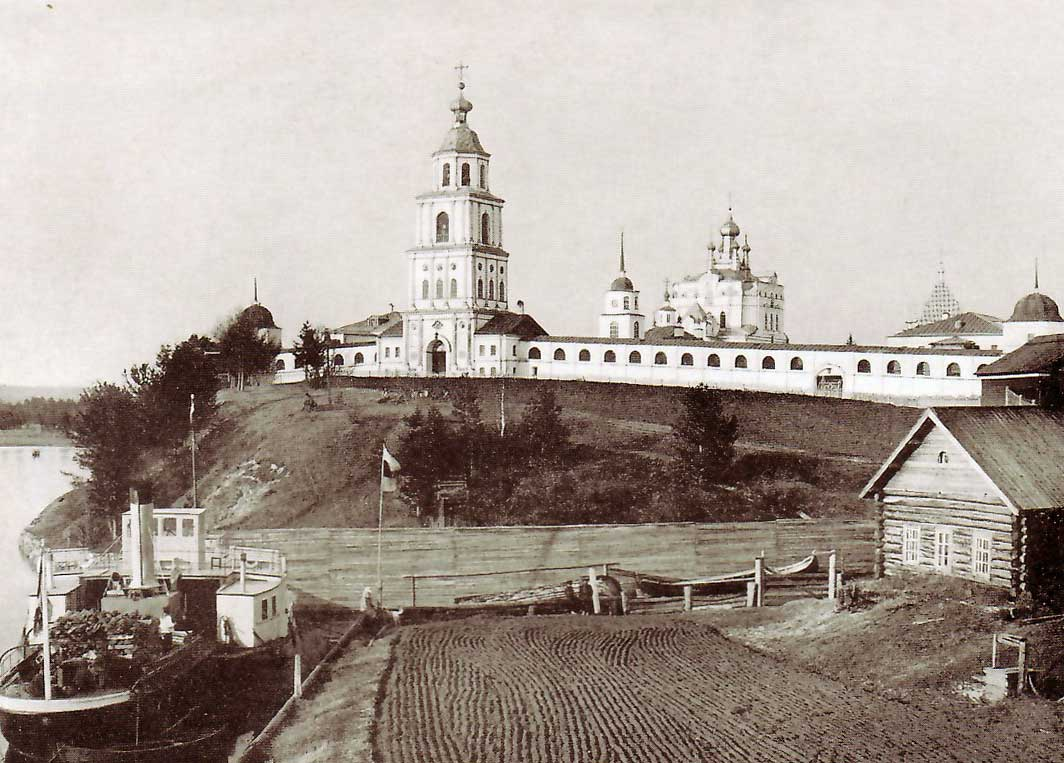
Ansicht des Klosters (Ende des 19. Jh.)

Das Artemi-Werkolski-Kloster (russisch Свято-Артемьев Веркольский монастырь) ist ein Kloster bei Werkola in der Oblast Archangelsk, Russland. Es wurde 1648 errichtet und dient seit 1990 wieder als Kloster. Es ist dem heiligen Artemi Werkolski (1532–1545) geweiht, der 1619 heiliggesprochen wurde. Die erhaltenen Bauwerke sind Objekt des kulturellen Erbes Russlands.

## Geschichte
Das Artemi-Werkolski-Kloster erhielt seinen Namen vom Dorf Werkola, das zwei Werst vom Kloster entfernt liegt. In diesem Dorf wurde 1532 der heilige Artemi († 6. Juli 1545) geboren. Seine Reliquien wurden 1577 in die Pfarrkirche St. Nikolaus des Orts gebracht. Sie sollen viele Kranke geheilt haben. Unter ihnen war auch der zwölfjährige Sohn des Gouverneurs Afanassi Paschkow. Paschkow ließ 1635 die ersten Bauten des Klosters errichten: die Artemikirche, Zellen für die Mönche und die Umfriedung mit den Toren. Im Jahr 1610 wurden die Reliquien des heiligen Artemi auf Anordnung des Nowgoroder Metropoliten Makarius untersucht und am 17. November 1649 feierlich vom Dorf Werkola in das Kloster überführt. Zar Alexei stiftete dem neuen Kloster das Evangelium, ein Kreuz, Gefäße, ein Räuchergefäß, einen Kronleuchter, eine Wasserschale, Priester- und Altargewänder und vier Glocken.
Aus vielen Gründen und Umständen war das Kloster ständig in Not. Auf Erlass von Katharina der Großen wurde es 1764 als überzählig eingestuft und musste aus Geldmangel geschlossen werden. Als Gräfin Orlowa-Tschesmenskaja Nonne wurde, stiftete sie einigen Klöstern erhebliche Beträge. Die Summe von 5000 Goldrubeln bedeutete für Werkola den Weiterbestand des Klosters.
Eine Erneuerung und Verbesserung des Klosters begann 1859 unter dem geschickten Abt Jonah (1859–1861), der beträchtliche Spenden einwerben konnte. Unter seinen Nachfolgern, den Archimandriten Theodosius (1861–1885) und Witali (1888–1900), wurden nach Bränden verlassene Gebäude wieder aufgebaut. Vor allem wurden in Stein neue Kirchen, Bruderhäuser, Haushalts- und Nebengebäude errichtet. Der Wohlstand des Klosters nahm ständig zu und es wurde 1890 als Kloster erster Klasse eingestuft. Ein häufiger Gast und großzügiger Stifter des Klosters war der heilige Johannes von Kronstadt, der in der Nähe, am Dorf Sura an der Pinega, aufgewachsen war. Er weihte 1897 die Kathedrale. Im Jahr 1910 umfasste das Kloster sechs Kirchen.
In den Wirren nach der Oktoberrevolution wurde das Kloster von den Behörden geschlossen. Der heilige Artemi wurde von den Mönchen rechtzeitig versteckt, bevor sie das Kloster verließen. Eine Untersuchungskommission traf erst 1920 dort ein.
Die Torkirche mit Glockenturm, die Steinmauer um das Kloster und viele Gebäude wurden niedergelegt. Nur die Abgeschiedenheit von großen Dörfern und Städten bewahrte es vor der völligen Zerstörung. Die verbliebenen Bauten führte man anderen Zwecken zu. Im Zweiten Weltkrieg beherbergten die Klostergebäude ein Waisenhaus für evakuierte und obdachlose Kinder. In der Nachkriegszeit wurde dienten die Gebäude einem Hilfsinternat und anschließend bis 1997 einer allgemeinbildenden Schule.
Im Jahr 1990 wurden die Gebäude an die russisch-orthodoxe Kirche übergeben. Am 5. August fand nach einer 70-jährigen Zwangspause der erste Gottesdienst statt. Am 17. November 1990 wurde die erste Liturgie nach der Rückgabe des Klosters an die orthodoxe Kirche in der Nikolski-Seitenkapelle abgehalten. Am 25. Dezember 1991 beschloss der Heilige Synod die Eröffnung des Artemi-Werkolski-Kloster. Da der Abt des Klosters damals als einziger Priester des Rajons Pinega oft unterwegs war, fanden Gottesdienste damals nur unregelmäßig statt. Seit 1998 werden im Kloster täglich Gottesdienste gehalten.

## Bauwerke

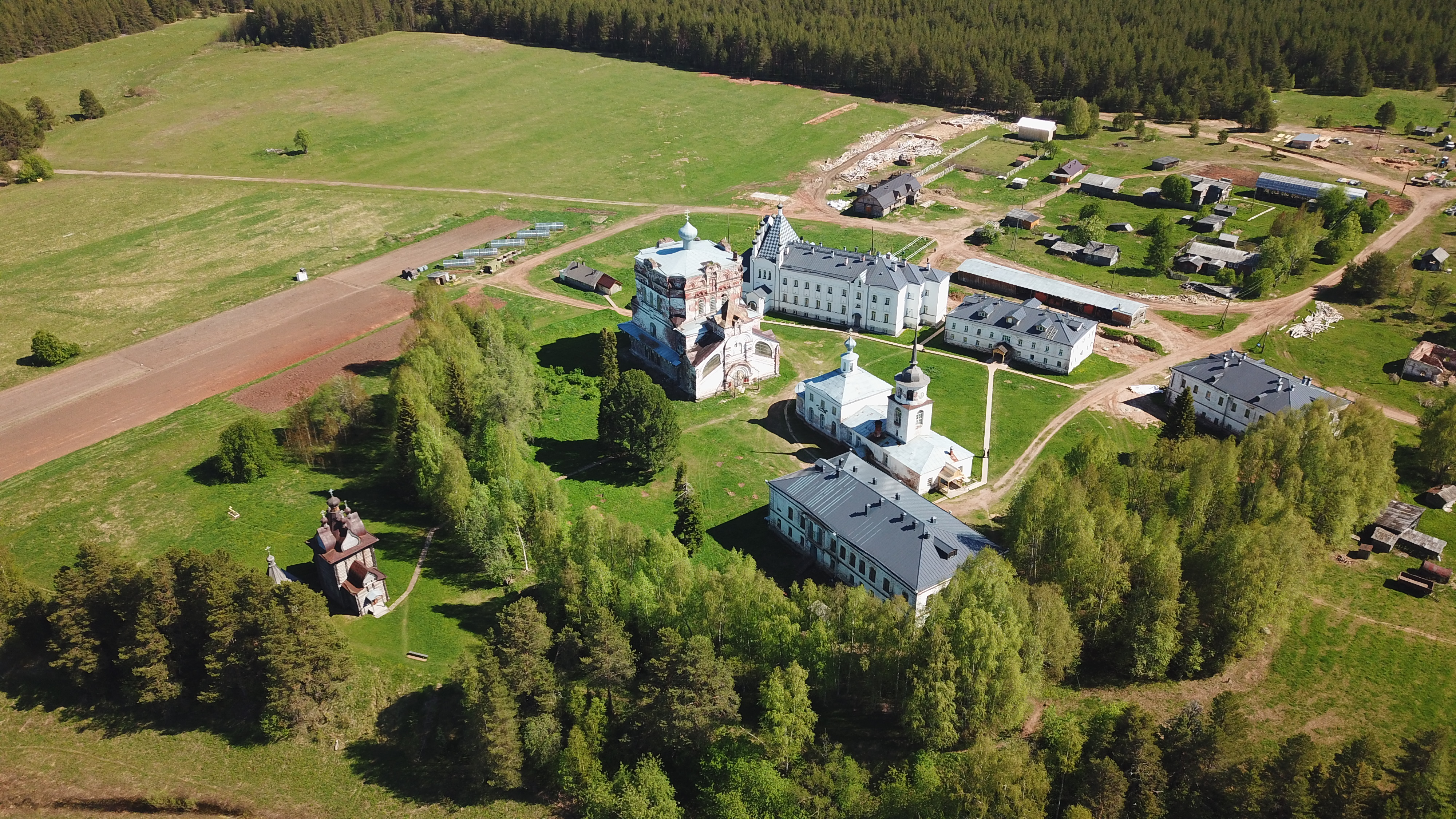
Luftbild des Klosters (2020)

### Artemikirche
Nach Rückgabe des Klosters wurden in der Nikolauskapelle des Bauwerks die ersten Gottesdienste abgehalten. Nach Renovierung der Kapelle wurde auch die Hauptkirche erneuert und ausgestattet. Im Jahr 1991 erhielt der Turm neue Glocken und eine Reliquie des Heiligen wurde aus der Kirche von Jeschemeni überführt. Im selben Jahr wurde die Uhr an das Kloster zurückgegeben und wieder installiert. Die drei Kilometer entfernte Holzkirche von Jeschemeni wurde 2007 vollständig renoviert.

### Mariä-Himmelfahrts-Kathedrale
Das größte Bauwerk des Klosters beherbergte in sowjetischer Zeit eine Traktorenwerkstatt in der Unterkirche. Die Ikonostase der Mariä Himmelfahrt geweihten Kathedrale blieb durch den Einsatz einer Lehrerin erhalten. Als sie in den 1970er Jahren Werkola verließ, wurde die Ausstattung des Bauwerks geplündert. Nach Rückgabe des Klosters konnte nur das gerissene Dach erneuert werden und mit Hilfe eines Hubschraubers eine neue Kuppel aufgesetzt werden. Zur Gesamtsanierung fehlen die Geldmittel.

### Kirche der Gottesmutter von Kasan
Die Kirche der Gottesmutter von Kasan ist an ein zweistöckiges Gebäude des Klosters, das das Refektorium beherbergt, angebaut. Die Decke des ersten Stocks war nach Jahren der Verwahrlosung eingestürzt. Das Bauwerk wurde vor 2020 renoviert und Giebel und Apsis der Kirche wieder mit Kuppeln und acht vergoldeten Kreuzen versehen.

### Iljinskikirche
Die hölzerne Eliaskirche wurde 1697 erbaut. Nach 200 Jahren wurde das Bauwerk demontiert, restauriert und in etwas anderer Form wieder aufgebaut. In sowjetischer Zeit beteten Gläubige am Tag des Propheten Elias regelmäßig in der Nähe der verschlossenen Kirche. Sie wurde 1993 vollständig renoviert.

### Artemikapelle
Die ursprüngliche Kapelle beherbergte von 1639 bis 1649 den Schrein des Heiligen. Sie wurde nach der Aufhebung des Klosters abgetragen und im Dorf Letopola als Volkshaus wieder aufgestellt. Das hölzerne Bauwerk wurde 2006 an seinem ehemaligen Standort neu errichtet. Alle Arbeiten wurden nach alter Technik ausgeführt. Der Bau wurde durch Spenden finanziert.

### Zerstörte Bauwerke
Das Eingangsbauwerk mit einem hohen Turm enthielt ebenfalls eine Kirche. Wie die Umfassungsmauer des Klosters wurde es vollständig abgetragen.